# Liste der Kulturdenkmale in Leutewitz (Riesa)
In der Liste der Kulturdenkmale in Leutewitz sind die Kulturdenkmale des Riesaer Ortsteils Leutewitz verzeichnet, die bis Oktober 2021 vom Landesamt für Denkmalpflege Sachsen erfasst wurden (ohne archäologische Kulturdenkmale). Die Anmerkungen sind zu beachten.
Diese Aufzählung ist eine Teilmenge der Liste der Kulturdenkmale in Riesa.

## Leutewitz
| Bild                                    | Bezeichnung | Lage                              | Datierung                                                                                 | Beschreibung | ID       |
| --------------------------------------- | --- | --------------------------------- | ----------------------------------------------------------------------------------------- | --- | -------- |
| Direkt Bild zu diesem Denkmal hochladen | Sowjetisches Ehrenmal                                                                                          | Leutewitzer Dorfstraße (Karte)    | 1946                                                                                      | Obelisk mit rotem Stern, Begräbnisort von Sowjetsoldaten, geschichtlich von Bedeutung. Leutnant und Sergeant, mit rotem Stern. In einem Gemeinschaftsgrab ruhen drei Gefallene der Frühjahrskämpfe 1945. Grabstein in Form eines größeren Grabdenkmals: auf Plattform zweifach gestufter Sockel, an der Vorderseite des unteren Teils Tafel mit den Namen der Gefallenen. Material: Beton, verputzt. Höhe ca. 350 cm. Tafel aus Granit. | 08965393 |
| Weitere Bilder                          | Kirche (mit Ausstattung), Kirchhof mit Grabmalen und Denkmal für die Gefallenen des Ersten Weltkrieges         | Leutewitzer Dorfstraße (Karte)    | Bezeichnet mit 1803 (Kirche); 1921(Kriegerdenkmal)                                        | Schlichte Saalkirche mit Westturm, Gefallenendenkmal als Sandsteinsäule, baugeschichtlich, ortsgeschichtlich und ortsbildprägend von Bedeutung. - Kirche: bezeichnet im Türschlussstein und an der Wetterfahne - Friedhof/Kirchhof Leutewitz: mit Grabmalen der Familien Bennewitz/Rülke (um 1880), Reihengrab Pfarrer Adolf Trübenbach (1917), Reihengrab Pfarrer Paul Lunderstädt (1955) und Wandstele mit Kreuz (19. Jahrhundert, Lage: gegenüber dem Gefallenendenkmal) - Wandstele Familien Bennewitz und Rülke: Sandstein, Schwarzschwede mit Einfassung - Reihengrab Adolf Trübenbach: Pfarrer zu Heyda und Leutewitz 1892–1917 (* 22. Mai 1859 † 10. Oktober 1917), Schwarzkreuz mit Ansteller - Reihengrab Paul Lunderstädt: Pfarrer zu Heyda und Leutewitz 1918–1955, Schwarzschwedestein und Holzkreuz - Wandstele gegenüber dem Gefallenendenkmal mit Akroter, davor Kreuz „Ehre Eurem Andenken“ | 08965394 |
| Direkt Bild zu diesem Denkmal hochladen | Transformatorenstation mit angebautem Spritzenhaus                                                             | Leutewitzer Dorfstraße (Karte)    | 1. Hälfte 20. Jahrhundert                                                                 | Ortsgeschichtlich und technikgeschichtlich von Bedeutung, ortsbildprägende Lage an einer Straßenkreuzung | 09304029 |
| Direkt Bild zu diesem Denkmal hochladen | Wohnhaus, Stallgebäude und Scheune eines Dreiseithofes sowie Vorgarten und Einfriedung mit Toreinfahrt         | Leutewitzer Dorfstraße 5 (Karte)  | 2. Hälfte 19. Jh (Bauernhaus); um 1900 (Scheune)                                          | Geschlossen erhaltenes Gehöft, baugeschichtlich und wirtschaftsgeschichtlich von Bedeutung | 08965399 |
| Direkt Bild zu diesem Denkmal hochladen | Wohnstallhaus, Seitengebäude und Scheune eines Dreiseithofes sowie Vorgarten                                   | Leutewitzer Dorfstraße 9 (Karte)  | 19. Jahrhundert (Wohnstallhaus); bezeichnet mit 1882 (Scheune)                            | Geschlossen erhaltene Hofanlage, baugeschichtlich und wirtschaftsgeschichtlich von Bedeutung. - Durchfahrtscheune - Wohnstallhaus: Sandsteingewände, rechts ein altes Fenster original | 08965403 |
| Direkt Bild zu diesem Denkmal hochladen | Wohnhaus, Stallgebäude und Scheune eines ehemaligen Vierseithofes sowie Toreinfahrt                            | Leutewitzer Dorfstraße 11 (Karte) | 1. Hälfte 19. Jahrhundert (Seitengebäude); 2. Hälfte 19. Jahrhundert (Bauernhaus)         | Seltenes Beispiel eines Gehöftes mit Kumthalle, baugeschichtlich und wirtschaftsgeschichtlich von Bedeutung. - Wohnhaus: zwei Geschosse, Bruchsteinsockel, vier Achsen, Mittelrisalit, Putzfassade mit Putz- und Sandsteingliederung, Fenster und Kellerfenstergitter original - Seitengebäude (Wohnstallhaus): Bruchsteinmauerwerk, Sandsteingewände - Stall-Anbau mit Kumthalle und Wellblechdach, Seitengebäude mit Stallanbau abgebrochen 1999/2000 - Sandsteinpfeiler der Einfriedung als Toreinfahrt - Hofpflasterung wohl größtenteils beseitigt | 08965389 |
| Direkt Bild zu diesem Denkmal hochladen | Wohnhaus | Leutewitzer Dorfstraße 13 (Karte) | Um 1850                                                                                   | Kleines Fachwerkhaus (Fachwerk verkleidet), wohl von 1837 bis 1909 die erste Schule von Leutewitz, giebelständig, baugeschichtlich und sozialgeschichtlich von Bedeutung. Zwei Geschosse, zwei Achsen, Fachwerk im Obergeschoss. | 08965391 |
| Direkt Bild zu diesem Denkmal hochladen | Wohnstallhaus und Seitengebäude (Torhaus) eines Bauernhofes sowie Torbogen (Pforte), Vorgarten und Einfriedung | Leutewitzer Dorfstraße 14 (Karte) | Bezeichnet mit 1791 (Torhaus); bezeichnet mit 1800 (Wohnstallhaus); um 1915 (Einfriedung) | Seitengebäude Torhaus mit Fachwerk-Obergeschoss, eindrucksvolles Gehöft in Nähe der Kirche, baugeschichtlich und wirtschaftsgeschichtlich von Bedeutung. Wohnhaus mit Tordurchfahrt, Obergeschoss Fachwerk, bezeichnet mit „JGHM 1791“, Fenster alt, Garagen 1971 erbaut. Kein Rittergut, normaler Bauernhof. | 08965390 |
| Direkt Bild zu diesem Denkmal hochladen | Stallgebäude (mit Kumthalle, ohne Anbauten) und Hofpflasterung eines Vierseithofes                             | Leutewitzer Dorfstraße 16 (Karte) | 2. Hälfte 19. Jahrhundert                                                                 | Kumthalle mit zwei Sandsteinsäulen, hoher Authentizitätsgrad und vor allem in Nachbarschaft der Kirche wichtiger Bestandteil des ortsbildprägenden Ensembles, baugeschichtlich und wirtschaftsgeschichtlich von Bedeutung. Bruchsteinmauerwerk, im Inneren erhaltene Grundrissstruktur und Preußische Kappen. Wohnhaus am 17. Juli 2002 gestrichen. | 08965397 |
| Direkt Bild zu diesem Denkmal hochladen | Wohnhaus, ehemals Pfarrhaus                                                                                    | Leutewitzer Dorfstraße 17 (Karte) | Um 1800                                                                                   | Eindrucksvoller Baukörper am Ortsrand in Nähe der Kirche, ortsgeschichtliche Bedeutung. Zwei Geschosse, drei Achsen, giebelständig, Krüppelwalmdach, Sandstein-Fenstergewände, entstellender Windfang und Kunststofffenster. | 08965392 |
| Direkt Bild zu diesem Denkmal hochladen | Wohnstallhaus und zwei Stallgebäude eines Vierseithofes                                                        | Leutewitzer Straße 162 (Karte)    | Bezeichnet mit 1858                                                                       | Stallgebäude mit lehmausgefachtem Fachwerk, baugeschichtlich und wirtschaftsgeschichtlich von Bedeutung. Wohnstallhaus: zwei Geschosse, Bruchsteinmauerwerk, Sandsteingewände. | 08965402 |
| Direkt Bild zu diesem Denkmal hochladen | Wohnhaus (mit Backofenanbau), Einfriedung und Vorgarten eines Bauernhofes                                      | Leutewitzer Straße 175 (Karte)    | Bezeichnet mit 1806                                                                       | Wohnhaus mit Fachwerkgiebel, ortsbildprägende Lage, baugeschichtlich von Bedeutung, Sandsteingewände | 08965401 |
| Direkt Bild zu diesem Denkmal hochladen | Scheune und Toreinfahrt eines Dreiseithofes                                                                    | Schänitzer Straße 2, 2a (Karte)   | Bezeichnet mit 1801 (Toreinfahrt); bezeichnet mit 1876 (Scheune)                          | Durchfahrtsscheune, darin zwei Tore mit alten Torangeln, Gehöft in Ecklage Am Löschteich, baugeschichtlich und wirtschaftsgeschichtlich von Bedeutung. Saniert, zwei Tore mit alten Angeln original. | 08965400 |

## Tabellenlegende
- Bild: Bild des Kulturdenkmals, ggf. zusätzlich mit einem Link zu weiteren Fotos des Kulturdenkmals im Medienarchiv Wikimedia Commons. Wenn man auf das Kamerasymbol klickt, können Fotos zu Kulturdenkmalen aus dieser Liste hochgeladen werden:
- Bezeichnung: Denkmalgeschützte Objekte und ggf. Bauwerksname des Kulturdenkmals
- Lage: Straßenname und Hausnummer oder Flurstücknummer des Kulturdenkmals. Die Grundsortierung der Liste erfolgt nach dieser Adresse. Der Link (Karte) führt zu verschiedenen Kartendiensten mit der Position des Kulturdenkmals. Fehlt dieser Link, wurden die Koordinaten noch nicht eingetragen. Sind diese bekannt, können sie über ein Tool mit einer Kartenansicht einfach nachgetragen werden. In dieser Kartenansicht sind Kulturdenkmale ohne Koordinaten mit einem roten bzw. orangen Marker dargestellt und können durch Verschieben auf die richtige Position in der Karte mit Koordinaten versehen werden. Kulturdenkmale ohne Bild sind an einem blauen bzw. roten Marker erkennbar.
- Datierung: Baubeginn, Fertigstellung, Datum der Erstnennung oder grobe zeitliche Einordnung entsprechend des Eintrags in der sächsischen Denkmaldatenbank
- Beschreibung: Kurzcharakteristik des Kulturdenkmals entsprechend des Eintrags in der sächsischen Denkmaldatenbank, ggf. ergänzt durch die dort nur selten veröffentlichten Erfassungstexte oder zusätzliche Informationen
- ID: Vom Landesamt für Denkmalpflege Sachsen vergebene, das Kulturdenkmal eindeutig identifizierende Objekt-Nummer. Der Link führt zum PDF-Denkmaldokument des Landesamtes für Denkmalpflege Sachsen. Bei ehemaligen Kulturdenkmalen können die Objektnummern unbekannt sein und deshalb fehlen bzw. die Links von aus der Datenbank entfernten Objektnummern ins Leere führen. Ein ggf. vorhandenes Icon  führt zu den Angaben des Kulturdenkmals bei Wikidata.